# 六氟化锔
六氟化锔是锔和氟的无机化合物，化学式为CmF6。它仍然被认为是一种假想化合物，但声称是通过热色谱法鉴定的。

## 合成
据报道，该化合物可由BF3和F2与锔在800℃下反应得到。